# 手賀城
手賀城（てがじょう）は、千葉県柏市手賀字城内（旧下総国）にあった日本の城。

## 歴史
『東葛飾郡誌』によると、千葉氏の一族と考えられている原氏が城主であった。松下邦夫は同書掲載の系図から相馬郡手賀を最初に千葉勝胤から貰い受けたのは原胤貞で、その後胤親、久胤とわたったと述べている。松下はさらに、松戸市大谷口に伝わった八木原文書によれば、手賀の原氏が、安房の里見氏が天文末に佐倉の千葉氏を包囲した際や永禄9年（1566年）の上杉謙信の臼井攻めの際にどちらも手兵300騎をもって駆けつけたとあることから、胤貞の頃から原氏が手賀城を本拠にしていたことは間違いないだろう、とも述べている。胤親の没年について、我孫子市内の正泉寺には胤親の位牌があり、そこにて没年が1588年（天正16年）との記述があるが子供である胤久の年齢からすると『東葛飾郡誌』の記述にある通り1578年（天正6年）とした方が適切とみられている。
1590年（天正18年）、小田原征伐によって廃城になった。しかし手賀城は、築城年など不詳な点が依然として多い。

## 構造
北には手賀沼沿いの低湿地が広がり、東と西は小谷津、南はこの谷津が接近して鞍部となっている。遺構は東西と南北にそれぞれ約200メートル確認され、南以外は急崖が取り入れられている。遺構の標高は約19mで、我孫子台地を展望することが可能である。北側の低湿地とは15mほどの比高差がある。東方5km離れた布佐城も見えると言うので好立地であろう。
他の敷地については詳細が分かっていないが東と西から谷頭が迫る台地の先端部分まで、ほぼ台地の全域に城郭があったと考えられている。現在は手賀の集落が展開しているため遺構の全容を把握することは難しい。
構造としては半島状台地占地型式の平山城で、現状遺る土塁・空堀などは宅地化により完全に残っている物はない。郭は把握できる限りで8つあり、台地の北端の本郭は北と東の2面に一部土塁があり、東側はその外に犬走構造が見られる。西側には堀底道がある。過去には南に空堀があったと言われているが、現在は消滅している。二の丸は興福院の境内に二ノ丸跡として伝わっている。三の丸は二の丸の南東にあり、二の丸との間に土塁が存在するものの郭の形ははっきりとわかっていない。四郭、五郭は本丸や二の丸の西側にあり、四郭は東側の二の丸との境に土塁、五郭には土塁と空堀が交互に二重構造になっており、本丸との境を形作っている。